# Jbeil
Jbeil (جبيل, em árabe) é um distrito libanês localizado na província de Monte Líbano, à nordeste da capital do país, Beirute. A capital do distrito é a cidade de Biblos, também conhecida como Jbeil.